# Atentado contra Prudente de Morais
O atentado contra Prudente de Moraes aconteceu em 5 de novembro de 1897, quando o então presidente Prudente de Morais compareceu ao Arsenal de Guerra (atual MHN) para recepcionar as forças militares vitoriosas regressas da Guerra de Canudos, na Bahia. Durante a solenidade, no início da tarde, foi interceptado por um jovem anspeçada armado do 10° Batalhão de Infantaria, Marcelino Bispo de Melo, que apontou uma garrucha em sua direção. A arma, contudo, não disparou. Houve tempo para que, expondo-se à morte, o marechal Carlos Machado de Bittencourt, ministro da Guerra, e o então coronel Luiz Mendes de Moraes, chefe da Casa Militar, interviessem em defesa do presidente. A essa altura, o praça, que já empunhava uma faca, feriu o Coronel e apunhalou várias vezes o marechal Bittencourt, que acabou não resistindo aos ferimentos.
De inicio, o vice-presidente Manuel Vitorino, que possuía divergências políticas com Prudente de Morais, foi indiciado no inquérito sobre o atentado, acusado de envolvimento. Vitorino respondeu com um Manifesto em que proclamava inocência e seu nome não foi incluído no despacho final do processo, mas sua carreira foi arruinada.
Marcelino, feito prisioneiro e encontrado enforcado na cadeia com um lençol, não foi mais do que mero instrumento de conspiração política. Embora sua morte tenha comprometido as investigações, foram apontados Capitão Deocleciano Martyr e José de Souza Velloso como mentores intelectuais do crime.